# Presbyacusis
Ouderdomsslechthorendheid of presbyacusis (van het Oudgrieks: πρέσβυς = oud, en ἀκούειν = horen) is het perceptief gehoorverlies dat optreedt als gevolg van toenemende leeftijd aan beide oren tegelijk dat niet door andere oorzaken kan worden verklaard dan door fysiologische veroudering van het hoorzintuig.
Het gehoorverlies wordt gedurende het leven veroorzaakt door kleinere en/of grotere gehoorbeschadigingen door bijvoorbeeld middenoorontsteking, lawaaitrauma of toxische beschadiging.
Vanaf ongeveer 30-jarige leeftijd is er al geringe achteruitgang in het hogetonengebied merkbaar. Deze neemt geleidelijk toe en bereikt tussen het 60e en 70e levensjaar een zodanige mate dat van een zekere handicap in het dagelijkse leven gesproken kan worden. Mannen zijn in ernstiger mate aangedaan dan vrouwen; dit kan mede het gevolg zijn van exogene factoren zoals het beroep of lawaaiblootstelling. Mogelijk heeft ook een verhoogd cholesterolgehalte een negatieve invloed op het gehoor.

## Pathofysiologie
Presbyacusis wordt vooral gekenmerkt door degeneratie van haarcellen, vooral in de basale windingen, en het verdwijnen van de daarbij behorende zenuwvezels. Daarnaast worden degeneratieve verschijnselen aangetroffen in de stria vascularis, de basilaire membraan, het middenoor (verminderde ketenmobiliteit) en het trommelvlies (fibrosering).

## Klachten
In eerste instantie klagen patiënten met presbyacusis over moeilijkheden bij het verstaan van andere mensen. Een tweegesprek is meestal wel mogelijk, maar zodra er in een groep wordt gesproken ontstaan problemen. De patiënt hoort nog wel, maar verstaat niet meer. Bovendien worden hoge tonen (bijvoorbeeld de telefoon) niet meer goed waargenomen. Oorsuizen komt in 1/3 van de gevallen voor, onduidelijk is of het puur een oorzaak is van presbyacusis of dat hypertensie en arteriosclerose hier ook een rol bij spelen.

## Diagnostiek
Belangrijkste afwijking is het verlies van hoge-tonenperceptie en de verminderde spraakdiscriminatie. Bij KNO-onderzoek wordt vaak een lichte fibrosering van het trommelvlies gezien, met kalkafzetting in de anulus fibrosus.
Bij toonaudiometrie wordt een tweezijdig perceptief met geleidelijk aflopende curve gemeten. Het spraakaudiogram laat een verschuiving van de curve zien die overeenkomt met het gemiddelde verlies in de middenfrequenties in het toonaudiogram. Meestal is de maximale discriminatie afgenomen en is het verloop van de curve minder steil..

## Behandeling
Behandeling bestaat uit goede adviezen ten aanzien van de slechthorendheid aan de patiënt en zijn omgeving.
Daarnaast kan door middel van monaurale (één oor) of binaurale (beide oren) aanpassing van een hoortoestel een verbetering van het gehoor worden bewerkstelligd.